# Consonne nasale linguo-labiale voisée
La consonne nasale linguo-labiale voisée est un son consonantique fréquent dans de plusieurs langues. Le symbole dans l'alphabet phonétique international est [n̼], [m̺] ou  de manière non standard [m̼].

## Caractéristiques
Voici les caractéristiques de la consonne nasale linguo-labiale voisée :
- Son mode d'articulation est occlusif, ce qui signifie qu'elle est produite en obstruant l’air du chenal vocal (son explosif).
- Son point d’articulation est linguo-labiale, ce qui signifie qu'elle est articulée avec la langue et les lèvres.
- Sa phonation est voisée, ce qui signifie qu'elle est produite avec la vibration des cordes vocales.
- c'est une consonne nasale, ce qui signifie que l’air peut s’échapper par le nez ;
- C'est une consonne centrale, ce qui signifie qu’elle est produite en laissant l'air passer au-dessus du milieu de la langue, plutôt que par les côtés.
- Son mécanisme de courant d'air est égressif pulmonaire, ce qui signifie qu'elle est articulée en poussant l'air par les poumons et à travers le chenal vocatoire, plutôt que par la glotte ou la bouche.

## Langues
| Langue      | Exemple | Prononciation | Sens       | Notes |
| ----------- | ------- | ------------- | ---------- | --- |
| araki       | m̈isi    | [n̼isi]        | pas encore | |
| big nambas, |         | [nən̼ək]       | ma langue  | |
| mavea       | momana  | [mo-m̼ana]     | il rit     | Uniquement 6 % des locuteurs mavea utilisent les linguo-labiales, la consonne est remplacée par [m] chez les autres locuteurs. |